# Stein Erik Gullikstad
Stein Erik Gullikstad, né le 6 février 1952 à Røros, est un coureur norvégien du combiné nordique.

## Biographie
Représentant le club de sa ville natale Røros, il obtient le meilleur résultat de sa carrière au Festival de ski de Holmenkollen, où il termine deuxième de l'édition 1973, accompagnant des champions tels que Rauno Miettinen et Franz Keller sur le podium. 
Aux Jeux olympiques d'hiver de 1976, à Innsbruck, il se classe 22e. Il a été dixième deux ans auparavant aux Championnats du monde à Falun.

## Palmarès

### Jeux olympiques
| Épreuve / Édition | Innsbruck 1976 |
| Individuel        | 22e            |

### Championnats du monde
| Épreuve / Édition | Štrbské Pleso 1974 |
| Individuel        | 10e                |